# Aritao
Aritao is een gemeente in de Filipijnse provincie Nueva Vizcaya op het eiland Luzon. Bij de laatste census in 2007 had de gemeente ruim 34 duizend inwoners.

## Geografie

### Bestuurlijke indeling
Aritao is onderverdeeld in de volgende 22 barangays:
| - Anayo - Baan - Balite - Banganan - Beti - Bone North - Bone South - Calitlitan - Canabuan - Canarem - Comon | - Cutar - Darapidap - Kirang - Latar-Nocnoc-San Francisco - Nagcuartelan - Ocao-Capiniaan - Poblacion - Santa Clara - Tabueng - Tucanon - Yaway |

## Demografie
Aritao had bij de census van 2007 een inwoneraantal van 34.206 mensen. Dit zijn 2.501 mensen (7,9%) meer dan bij de vorige census van 2000. De gemiddelde jaarlijkse groei komt daarmee uit op 1,05%, hetgeen lager is dan het landelijk jaarlijks gemiddelde over deze periode (2,04%). Vergeleken met de census van 1995 is het aantal mensen met 5.055 (17,3%) toegenomen.

De bevolkingsdichtheid van Aritao was ten tijde van de laatste census, met 34.206 inwoners op 402,65 km², 85 mensen per km².